# مررت (شاهدخت)

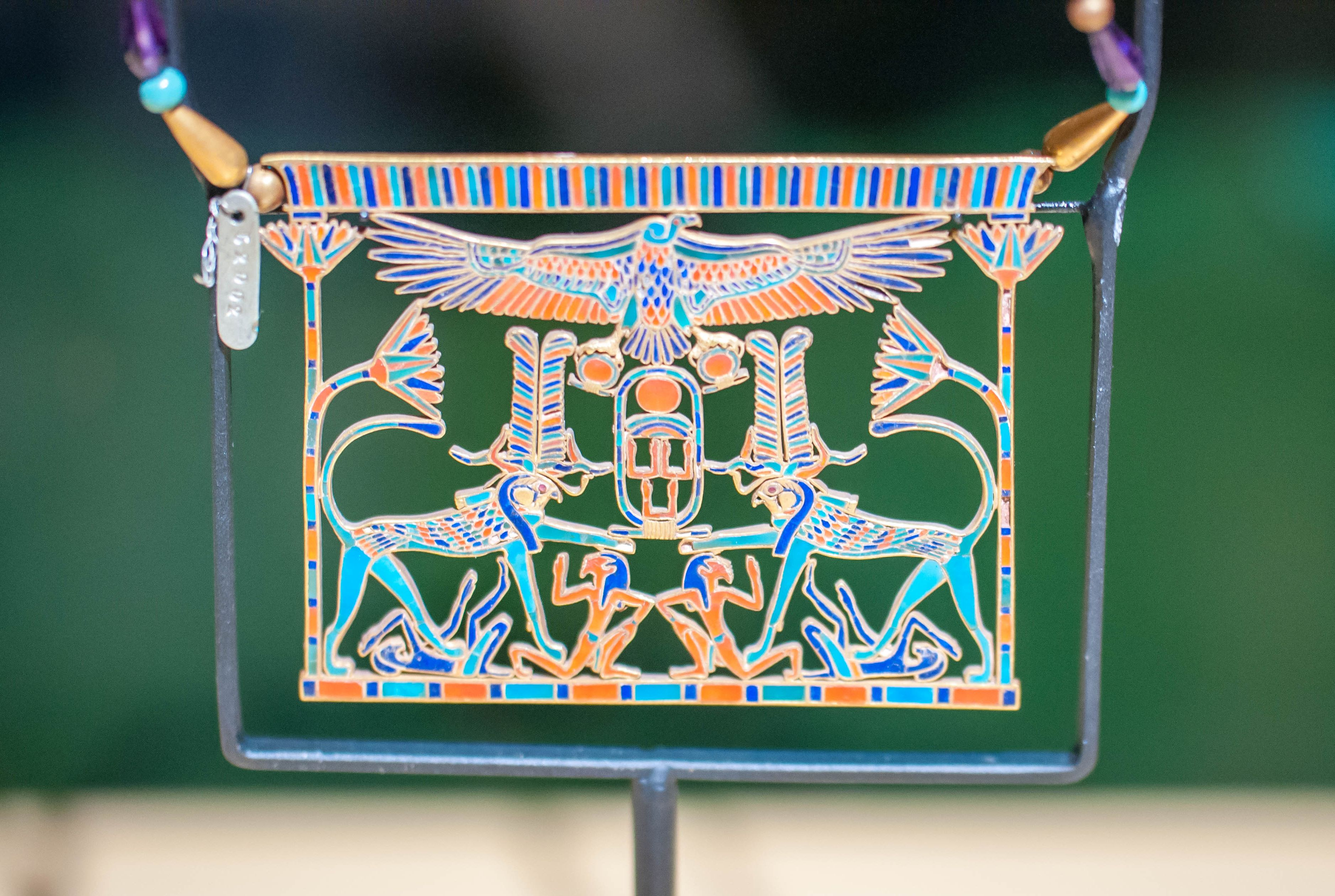
گردنبند (یا سینه‌ریز) سِنسوسرت سوم از جعبه جواهرات مِرِرت

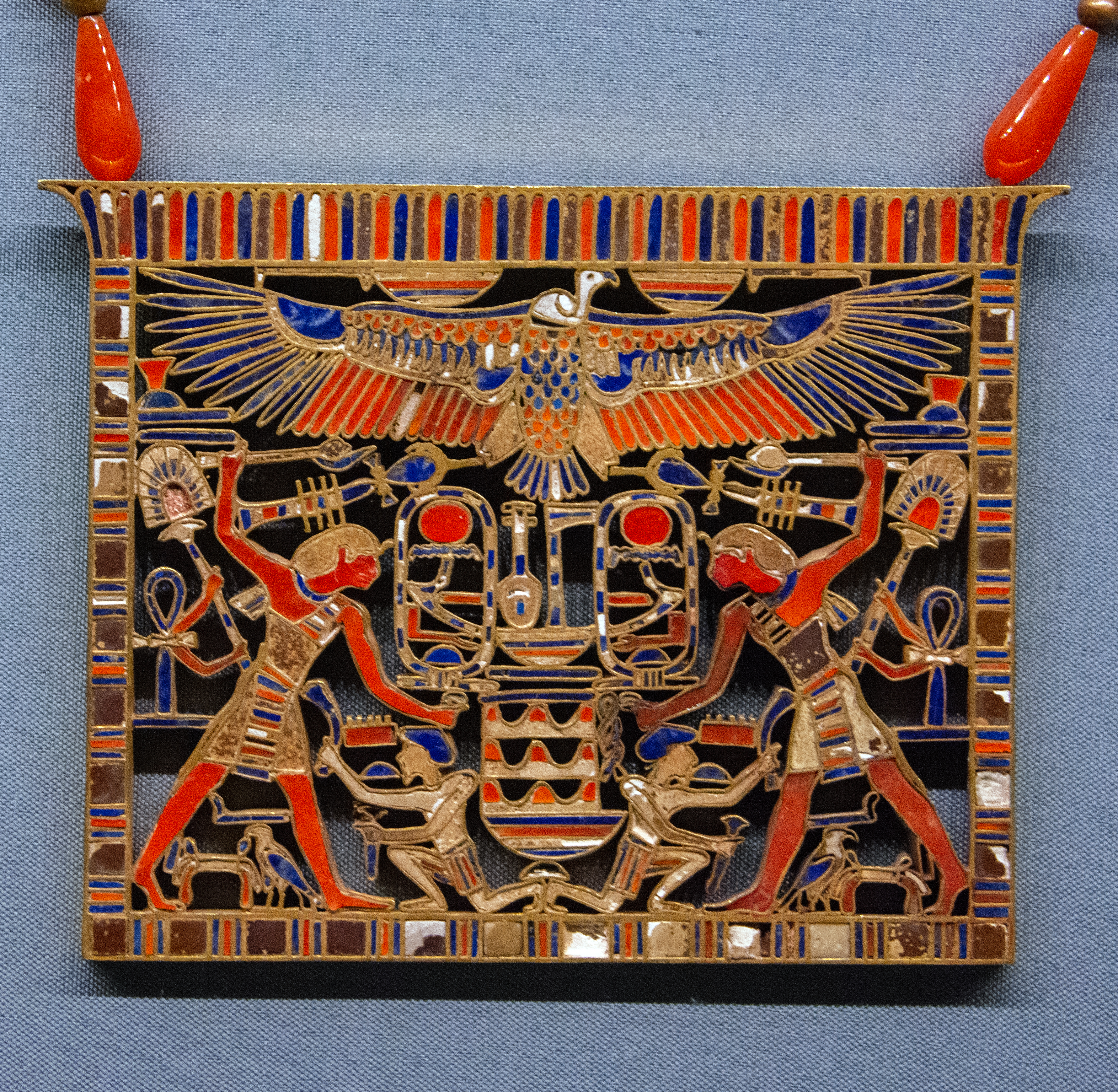
سینه‌ریز آمنمحات سوم از جعبه جواهرات مِرِرت

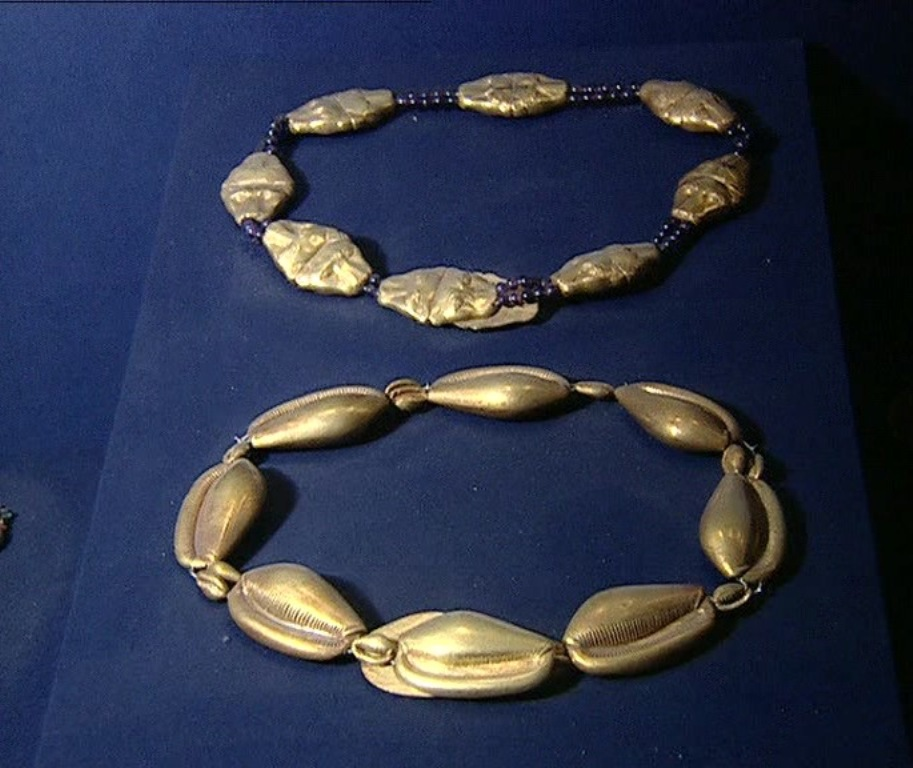
کمربند طلایی و یاقوت ارغوانی (بالا) و کمربند (پایین) از مقبره مِرِرت.

مِرِرت (به انگلیسی: Mereret) یا مِرت شاهدختی در مصر باستان بود که از طریق آرامگاهش در کنار هرم فرعون سنوسرت سوم (حکومت حدود ۱۸۷۸ تا ۱۸۳۹ پیش از میلاد) در دهشور شناخته می‌شود. در سمت شمالی هرم پادشاه، ردیفی از چهار هرم وجود داشت که متعلق به همسران پادشاه بود. این هرم‌ها با یک راهروی زیرزمینی به هم متصل می‌شدند. در سمت غرب این راهرو، آرامگاه‌های دیگری برای زنانی با عنوان شاهدخت قرار داشت که تابوت‌هایشان در گودی‌های دیوار گذاشته شده بود. تمام این آرامگاه‌ها مورد دستبرد قرار گرفته بودند، اما سارقان دو جعبه جواهرات را ندزدیدند که مجموعه‌ای بی‌نظیر از زیورآلات شخصی را در خود داشتند. این جواهرات در سال ۱۸۹۴ توسط ژاک دو مورگان کشف شدند. یکی از این جعبه‌ها باید متعلق به شاهدخت سیت‌حاتحور بوده باشد و جعبه دیگر به شاهدختی با نام مِرِرت یا مِرت تعلق داشت.
دربارهٔ مِرِرت اطلاعات زیادی در دست نیست، اما نام او با تلفظ‌های مختلف روی چند مُهر اسکراب یافت شده در جعبه جواهرات دیده می‌شود. در همه موارد، او با عنوان «شاهدخت» معرفی شده است. با توجه به محل دفن او می‌توان نتیجه گرفت که احتمالاً دختر پادشاه سنوسرت سوم بوده است. همچنین در میان زیورآلات او قطعاتی با نام پادشاه آمنمحات سوم یافت شده که نشان می‌دهد احتمالاً در دوره این پادشاه (که به احتمال زیاد برادرش بوده) فوت کرده است.